# Jehan de Vidieu
Jehan de Vidieu, né vers 1070, probablement à Bouillon et mort en novembre 1097 lors de la première croisade durant le siège d'Antioche, est un chevalier bas-lotharingien.

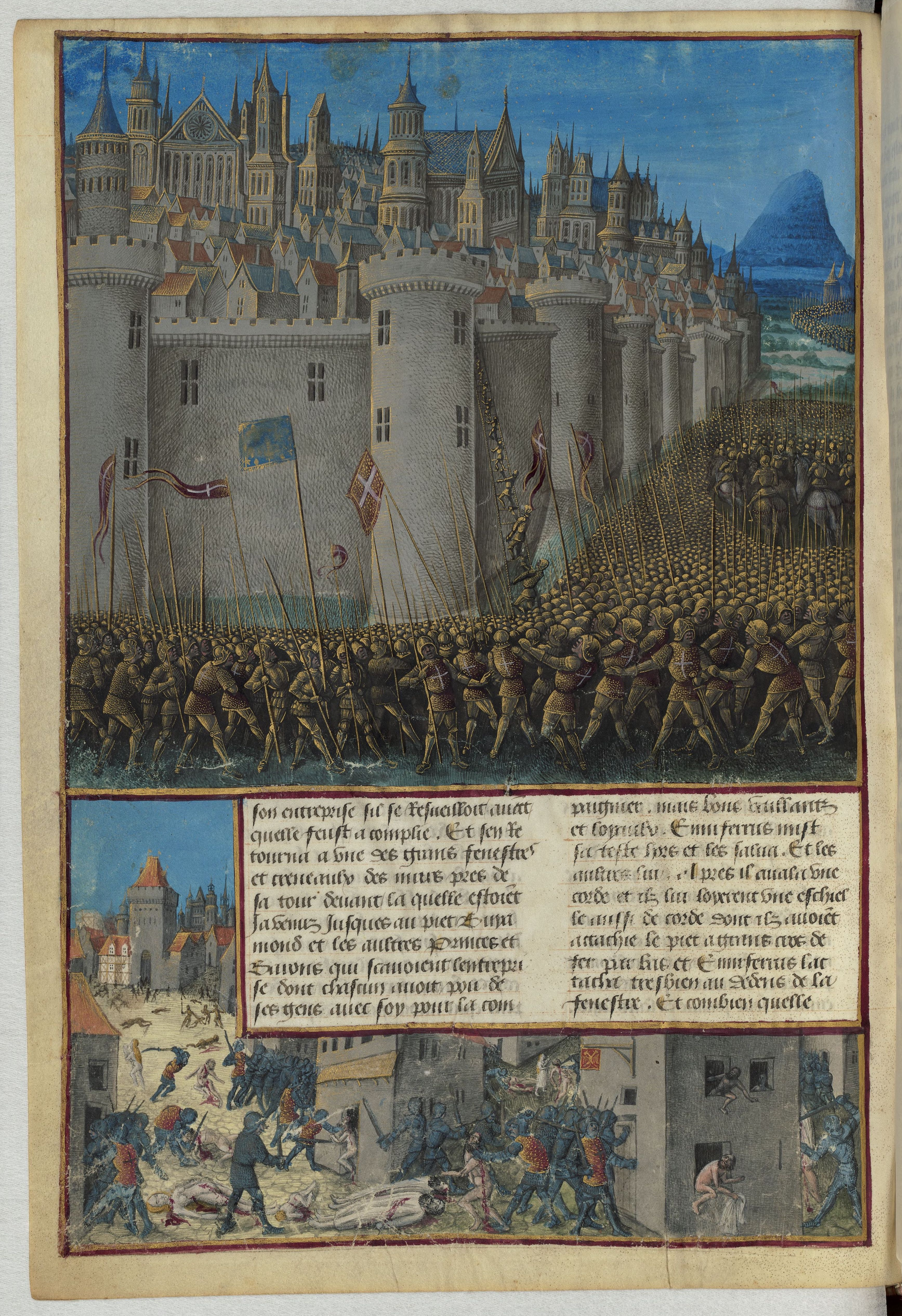
Le siège d'Antioche, miniature de Jean Colombe dans : Sébastien Mamerot, Passages d'outremer, manuscrit, vers 1474.